# Gobius kolombatovici
Gobius kolombatovici is een  straalvinnige vissensoort uit de familie van grondels (Gobiidae). De wetenschappelijke naam van de soort is voor het eerst geldig gepubliceerd in 2000 door Kovacic & Miller.
De soort staat op de Rode Lijst van de IUCN als Onzeker, beoordelingsjaar 2007.